# Taxo-d'Amont
Pour les articles homonymes, voir Amont.
Taxo-d'Amont  est un ancien hameau dépendant de la paroisse de Taxo-d'Avall, aujourd'hui rattaché à la commune de Saint-André (Pyrénées-Orientales).

## Toponymie
En catalan, le nom du village est Tatzó d’Amunt. Cette forme est reprise, conjointement avec Taxo-d'Amont, sur les cartes de l'IGN.
Le lieu est mentionné sous le nom de Texo de Mont en 1709.

## Histoire
À la création des communes en 1790, Taxo-d'Avall est intégrée au territoire d'Argelès, tandis que Taxo-d'Amont est rattachée au territoire de Saint-André.
En 1859, le propriétaire du château de Taxo-d'Amont est l'ancien député Laurent Garcias, qui y décède cette même année. Lui succède ensuite sa nièce Joséphine de Garcias (1821-1889), ainsi que le petit-fils de cette dernière, le peintre Laurent Auberge de Garcias, qui y réside avant son mariage en 1886.

## Population et société

### Démographie ancienne
La population est exprimée en nombre de feux (f) ou d'habitants (H).
| 1365 | 1378 | 1553 | 1709 |
| ---- | ---- | ---- | ---- |
| 8 f  | 8 f  | 2 f  | 3 f  |

Note :
- 1789 : compté avec Palau-del-Vidre.